# Cassitérite
La cassitérite est une espèce minérale composée de dioxyde d'étain de formule SnO2, pouvant contenir des traces d'autres éléments métalliques comme le Fe, Ta, Nb, Zn, W, Mn, Sc, Ge, In et Ga, essentiellement sous forme d'oxydes.
Elle est isostructurale avec le rutile.

## Historique de la description et appellations

### Inventeur et étymologie
La cassitérite fut citée par Bergmann en 1780 ; la première analyse chimique est faite par le chimiste Martin Heinrich Klaproth en 1797. Elle fut décrite et dénommée par François Sulpice Beudant en 1832 ; le nom choisi dérive du grec κασσίτερος (kassiteros = étain), qui en est le principal élément constituant.
Ce minéral singulier a été étudié par Friedrich Becke, en particulier sa morphologie géométrique et ses propriétés optiques.
Le nom du minéral doit être rapproché à bon escient des « Cassitérides », îles (parfois légendaires parfois réelles) qui étaient censées receler les minerais à base d'oxyde d'étain, dont on tirait un métal tant convoité déjà aux temps préromains. Il est probable que ces terres de l'Ouest comprennent un arc allant de l'Espagne à l'île antique de Bretagne, en passant par la Petite Bretagne ou Armorique.

### Topotype
Le topotype de la cassitérite n'est pas répertorié. Toutefois, les mines de Cornouailles dans le sud de l'Angleterre et celles du pays de Galles sont mentionnées en 1832.

### Synonymes
Il existe pour cette espèce de nombreux synonymes :
- Étain oxydé (René Just Haüy) ;
- Mine d'étain colorée (Jean-Baptiste Romé de L'Isle) ;
- Stannum calciforme (Bergmann, 1780) ;
- Zinnspat ;
- Varlamoffite, ancienne variété de cassitérite typique de Gunheath en Cornouailles ;
- Pierre d'étain.

## Caractéristiques physico-chimiques

### Propriétés physiques et chimiques
La cassitérite se présente sous forme de cristaux prismatiques allongés sur {001} ou en masses, souvent maclés, avec des faces striées. Les faces les plus communes sont {110}, {111}, {100}, {101}.
Elle peut être le plus souvent transparente (indice de réfraction de 2 à 2,1) et brillante ou encore parfois opaque ; son éclat est adamantin à métallique, devenant parfois gras au niveau de cassure. Elle est en moyenne de couleur brune fréquemment miellée jaunâtre. Les impuretés de fer lui apportent sa coloration, parfois en de rares zonages de couleur. En cas d'absence de pigments minéraux, la cassitérite est blanche, voire transparente en monocristal. La cassitérite est légèrement biréfringente, cette biréfringence étant parfois considérée comme une anomalie optique. Sa ténacité ou sa cohésion est cassante. Sa cassure est subconchoïdale et son trait blanc à brunâtre.
Elle est moyennement dure, entre 6 et 7 sur l'échelle de Mohs. Elle fond à 1 630 °C.
La cassitérite ou bioxyde d'étain, oxyde amphotère, est toutefois très peu sensible aux acides et bases faibles ou diluées. Elle réagit lentement uniquement dans un acide à haute température mélangé spécifiquement et contenant du chlorure.. Si on maintient un morceau de cassitérite dans une solution diluée et froide d'acide chlorhydrique en présence de copeaux de zinc, ce morceau trempé se couvre d'un film brillant d'étain.
Le dioxyde d'étain peut néanmoins subir une forte hydrolyse. Il se dissout dans les bases fortes pour former des ions stannates Sn(OH)62−. Il peut former des complexes avec l'ion chlorure du type Sn(Cl)62−. L'ion stanneux Sn2+ est un acide assez fort, il peut en équilibre[pas clair] avec Sn(OH)+.
Chauffée vers 1 000 °C, elle libère son oxygène de structure et donne le corps simple métal Sn. L'opération qui nécessite toutefois beaucoup de chaleur (réaction endothermique) se fait au four avec le rôle d'un réducteur (charbon actif) et en présence de chaux (milieu basique ou alcalin). C'est pourquoi les Anglais nomment une variété compacte cristalline et massive tinstone ce qui correspond à die Zinnstein en allemand ou la pierre d'étain en français.
SnO2minerai enrichi de cassitérite + 2 Ccharbon de bois ou charbon actif  →  Snliquide coulé en lingot (à purifier) +  2 CO2gaz avec {\displaystyle \Delta H=360kJ/mol~}

### Critères de détermination
Pour un minéralogiste de terrain, la cassitérite est dure, lourde et fragile. Les critères de dureté, de forme, de couleur et de densité sont caractéristiques. L'habitus et la densité relativement élevée sont souvent les critères les plus discriminants ; le rutile est généralement plus clair, et dans le cas où il est sombre, possède un net reflet métallique, sans clivage distinct.

### Variétés et appellations
- Ainalite (Nordenskiöld, 1855) : cassitérite contenant plus de 10 % de FeTa2O6. Elle est connue sur une seule occurrence, à Pennikoja, Somero, dans la région de Finlande du Sud-Ouest[6].
- Dneiproskite (Wood Tin des anglo-saxons, étain boisé ou bois d'étain des francophones) : cassitérite botryoïdale pouvant exister en nodules indépendants dont la coupe évoque celle du bois. Cette variété est très répandue dans le monde en Bolivie, Brésil, Chine, Mexique, Pérou, Russie (elle tire son nom de la région de Dnipropetrovsk, ville située aujourd’hui en Ukraine) et aux États-Unis.

L'étain de bois peut consister en agrégats fibroradiés, en masses concrétionnées fibreuses et en bandes alternées. Ces petites masses peuvent être testacées, réniformes ou botryoïdales (en grappes de raisin). Il existe des galets roulés présentant des faces dite étain de bois, et d'autres granulaires plus ou moins fines ou grossières.
Notons que l'étain d'alluvion désigne le minéral cassitérite en agrégats de particules souvent intimement accolés aux sables siliceux et autres minéraux et roches dans des dépôts alluvionnaires.

### Cristallochimie
La cassitérite fait partie du groupe du rutile, qui rassemble des espèces dont la formule générique est M4+O2. Toutes ces espèces cristallisent dans le système tétragonal, de la classe ditétragonale dipyramidale et de groupe d'espace P42/mnm (notation Hermann-Mauguin).
Toutes présentent un habitus similaire allongé sur {001} et strié, avec des macles sur {101} et {301}.
| Minéral       | Formule      | Groupe ponctuel | Groupe d'espace |
| ------------- | ------------ | --------------- | --------------- |
| Argutite      | GeO2         | 4/mmm           | P42/mnm         |
| Cassitérite   | SnO2         | 4/mmm           | P42/mnm         |
| Ilménorutile  | (Ti,Nb,Fe)O2 | 4/mmm           | P42/mnm         |
| Strüverite    | (Ti,Ta,Fe)O2 | 4/mmm           | P42/mnm         |
| Paratellurite | TeO2         | 4/mmm           | P42/mnm         |
| Pyrolusite    | MnO2         | 4/mmm           | P42/mnm         |
| Plattnérite   | PbO2         | 4/mmm           | P42/mnm         |
| Rutile        | TiO2         | 4/mmm           | P42/mnm         |
| Stishovite    | SiO2         | 4/mmm           | P42/mnm         |

### Cristallographie

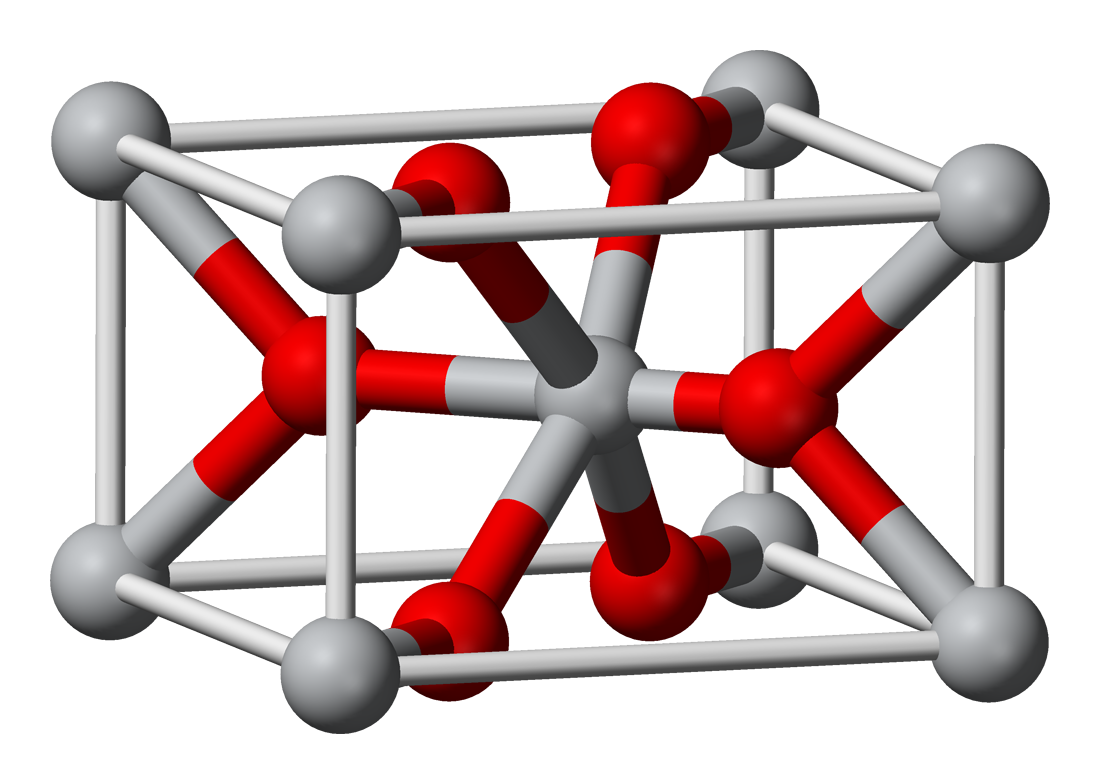
Structure de la cassitérite. Gris : étain, rouge : oxygène.

La cassitérite cristallise dans le système cristallin quadratique, de groupe d'espace P 42/mnm (Z = 2 unités formulaires par maille conventionnelle).
- Paramètres de maille : {\displaystyle a} = 4,737 Å, {\displaystyle c} = 3,185 Å (volume de la maille V = 71,47 Å3)
- Masse volumique calculée = 7 g/cm3

Les cations Sn4+ sont entourés par 6 anions O2− en coordination octaédrique. Les anions 2− sont en coordination triangulaire de Sn4+. La longueur de liaison Sn-O moyenne est de 2,054 Å.
Les octaèdres SnO6 sont reliés entre eux par leurs arêtes et forment des chaînes le long de la direction [001] ; ces chaînes sont reliées entre elles par les sommets des octaèdres dans les directions [110] et [110].

## Gîtes et gisements

### Gîtologie et minéraux associés
On trouve la cassitérite comme minéral primaire dans les roches magmatiques acides (granites et pegmatites associés au granites) et surtout dans les filons hydrothermaux de haute et moyenne température qui leur sont parfois liés (veines et greisen) et où elle cristallise. Dans les gîtes de hautes températures, elle est associée au quartz et à l'orthose dans les pegmatites, voire au wolfram et à la molybdénite, à la tourmaline et au topaze. Elle est encore associée à la scheelite et au mispickel dans les filons pneumatolithiques et leurs émanations. Elle est disséminée dans les greisen. Les fluides minéralisateurs sont le plus souvent la fluorine, l'apatite, le topaze et la wolframite.
Elle est présente dans certaines coulées de laves rhyolitiques, comme au Durango au Mexique. Elle est nettement plus rare dans les dépôts en zones de métamorphisme de contact.
Comme il s'agit d'un minéral résistant et assez dur, lourd et assez dense, qui reste souvent au voisinage des roches érodées, il est logique que la cassitérite soit présente dans les sables des placers, sous forme d'étain d'alluvion. Elle peut être ainsi exploitée dans des gîtes alluvionnaires ou placers sédimentaires fluviaux et marins, comme en Malaisie, en Indonésie ou en Thailande. Ces grands gîtes sont les exploitations actuelles les plus importantes et les plus rentables.
Parmi les plus beaux cristaux, de taille de l'ordre de 10 à 15 centimètres, beaucoup sont mis au jour dans les gisements réputés de Horni-Slavkov en République tchèque et au Minas Gerais, province minière du Brésil. En Cornouailles ou dans les Monts métallifères, les beaux cristaux sont souvent associés à l'albite et au spodumène. Les beaux cristaux fins se trouvent au Portugal, en Italie, en France, en Tchéquie, au Brésil et au Myanmar.
Il existe des gemmes de cassitérite, par exemple à Villoco en Bolivie.
Elle est associée aux minéraux suivants : apatite, fluorite molybdénite, quartz, orthose, albite, muscovite, spodumène, tourmaline, wolframite, topaze, scheelite, lépidolite, arsénopyrite, molybdénite, bismuth natif, étain natif…

### Gisements producteurs de spécimens remarquables
- Allemagne

Erzgebirge ou monts métallifères
- Bolivie

Araca
- Brésil

Fazenda do Funil, Ferros, Minas Gerais (gros cristaux)
- France

Carrière de Trimouns, Luzenac, Ariège, Midi-Pyrénées
La Villeder, Morbihan, Bretagne
- Portugal

Mines de Panasqueira, Panasqueira, Covilhã, district de Castelo Branco
- République tchèque

Horní Slavkov (ancienne Schlaggenwald), région de Karlovy Vary, Bohême
- Rwanda

Araca
- Viêtnam

Pia-Ouac, Tonkin

### Gisements importants pour l'industrie minière ou historique
- Allemagne

Marienberg, Altenberg ou Johanngeorgenstadt en Saxe (autrefois)
- Australie
- Bolivie

Araca, Oruro, Potosí, Huanini et Llallagua (souvent des gisements primaires de faible teneur ou fins cristaux)
- Chine

Yunnan (gisements de faible teneur exploités)
Monts Xue Bao Diang, Sichuan (macles de cassitérite sur muscovite)
- Congo
- Royaume-Uni

Gisements de Saint-Just, de Saint-Michel, de Carn Brae à Liskeard en Cornouailles, exploités autrefois de l'époque des peuples brittoniques au siècle industriel
- États-Unis

Californie
Caroline du Sud
Dakota du Sud
Maine
New-Hamsphire
Nouveau-Mexique
Texas
Virginie
- France

Autrefois exploités à La Villeder dans le Morbihan, Abbaretz ou Saint-Renan en Bretagne, à Meymac en Corrèze, Montebras à Montebras-en-Soumans et Vaulry en Haute-Vienne (Limousin), à Échassières dans l'Allier (aujourd'hui beaux cristaux)
- Indonésie

Larges placers ou formations alluvionnaires des îles Bangka et Billiton, exploitation économique à Sumatra
- Malaisie

États du Perak et du Selango, formations alluvionnaires parmi les plus exploitées dans les années 1990
- Mexique
- Namibie

Otjimbojo
- Niger
- Nigeria

district minier du Jos
- Pérou
- Thaïlande
- République Démocratique du Congo

## Exploitation des gisements et usage
Les minéralogistes apprécient les beaux spécimens de cassitérite des collections. Ils portent au pinacle les macles multiples originales ou les formes définies.
Les gemmologues recherchent les pierres dures de cassitérite de belle couleur translucide, que les orfèvres peuvent tailler en gemme ou ovale brillant, tantôt d'un beau jaune, tantôt d'un bel orangé ou brun miellé.
Elle sert au polissage optique.
La cassitérite ou bioxyde d'étain est un agent opalisant pour fabriquer des pâtes de verre, ainsi que pour les émaux et les vernis minéraux. C'est aussi un pigment pour céramiques, par exemple sous forme de pigment albâtre et rouge rubis en peinture sur céramique.
Il s'agit d'un mordant ancien pour teintures et impression de tissus. En chimie, le dioxyde d'étain est un agent de catalyse pour réaction d'oxydation.
C'est surtout le principal minéral des gîtes d'étain, très recherché depuis l'Antiquité. Le minerai relativement pur en minéral cassitérite peut comprendre plus de 78 % d'étain.
L'étain peut être obtenu par réduction en chauffant la cassitérite mélangée avec du carbone à une température d'au moins 1 200 °C. Le minerai est enrichi par des boues de minerais broyés. Concentrée à au moins 75 %, la matière minéral est grillée et chauffée en présence de coke, puis réduit dans un four en métal. Pour être purifié, le métal peut être à nouveau retraité par du charbon actif ou soumis à un raffinage électrolytique moins coûteux.

## Galerie

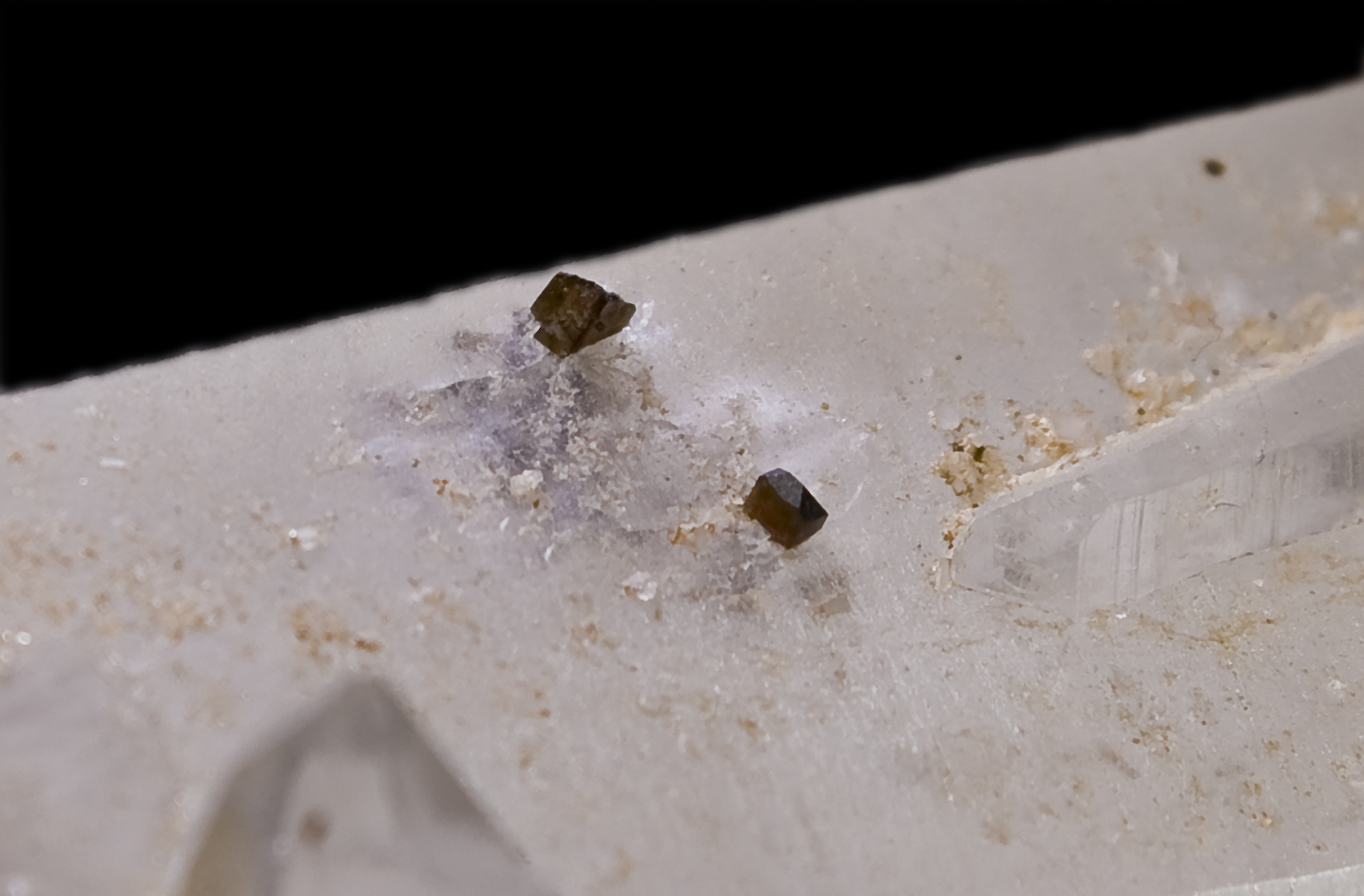
Cassitérite sur quartz - Luzenac, France (XX1 mm)
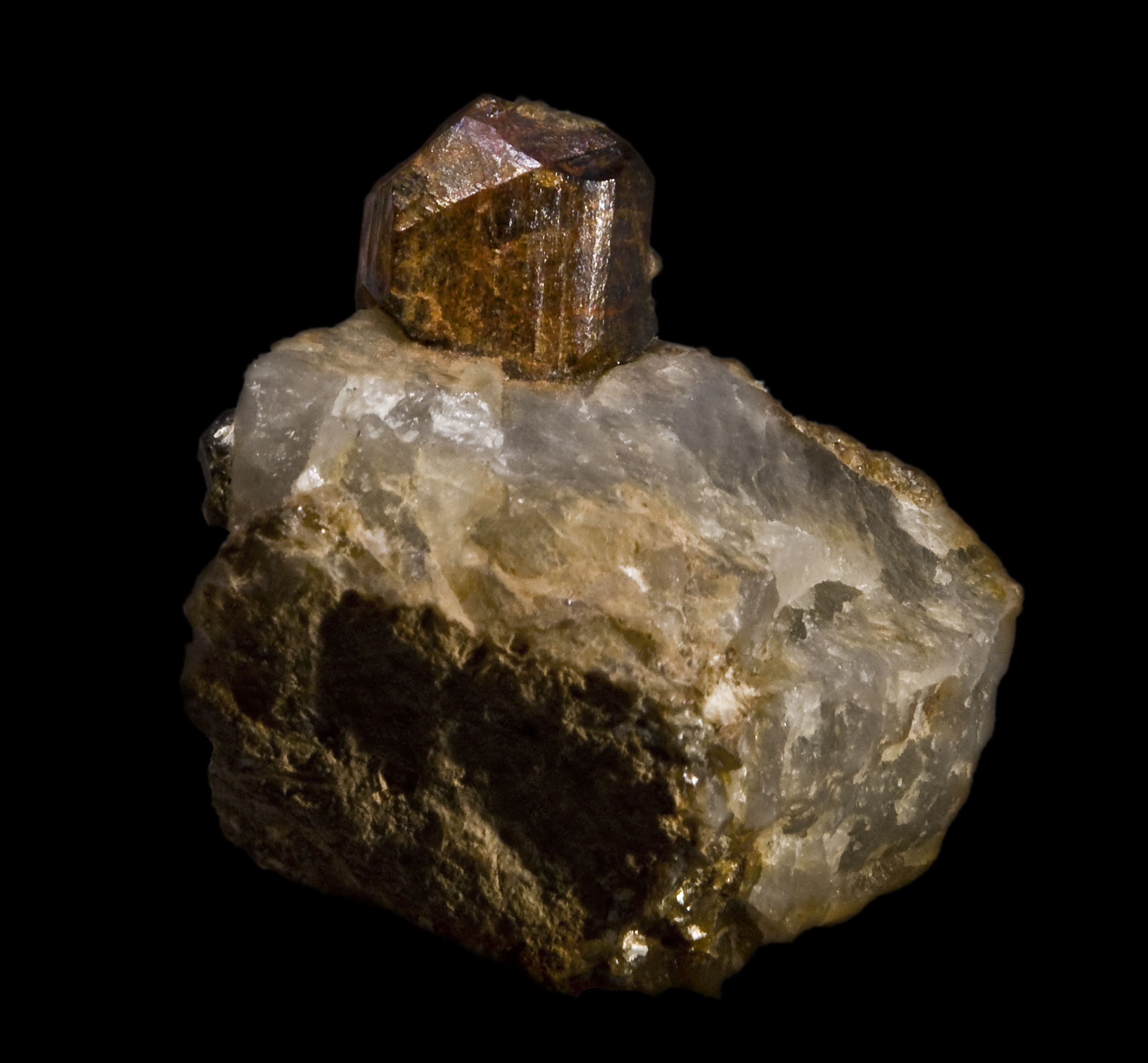
Cassitérite sur quartz - La Villeder, Morbihan, France (4×3,5 ; XX1,3 cm)
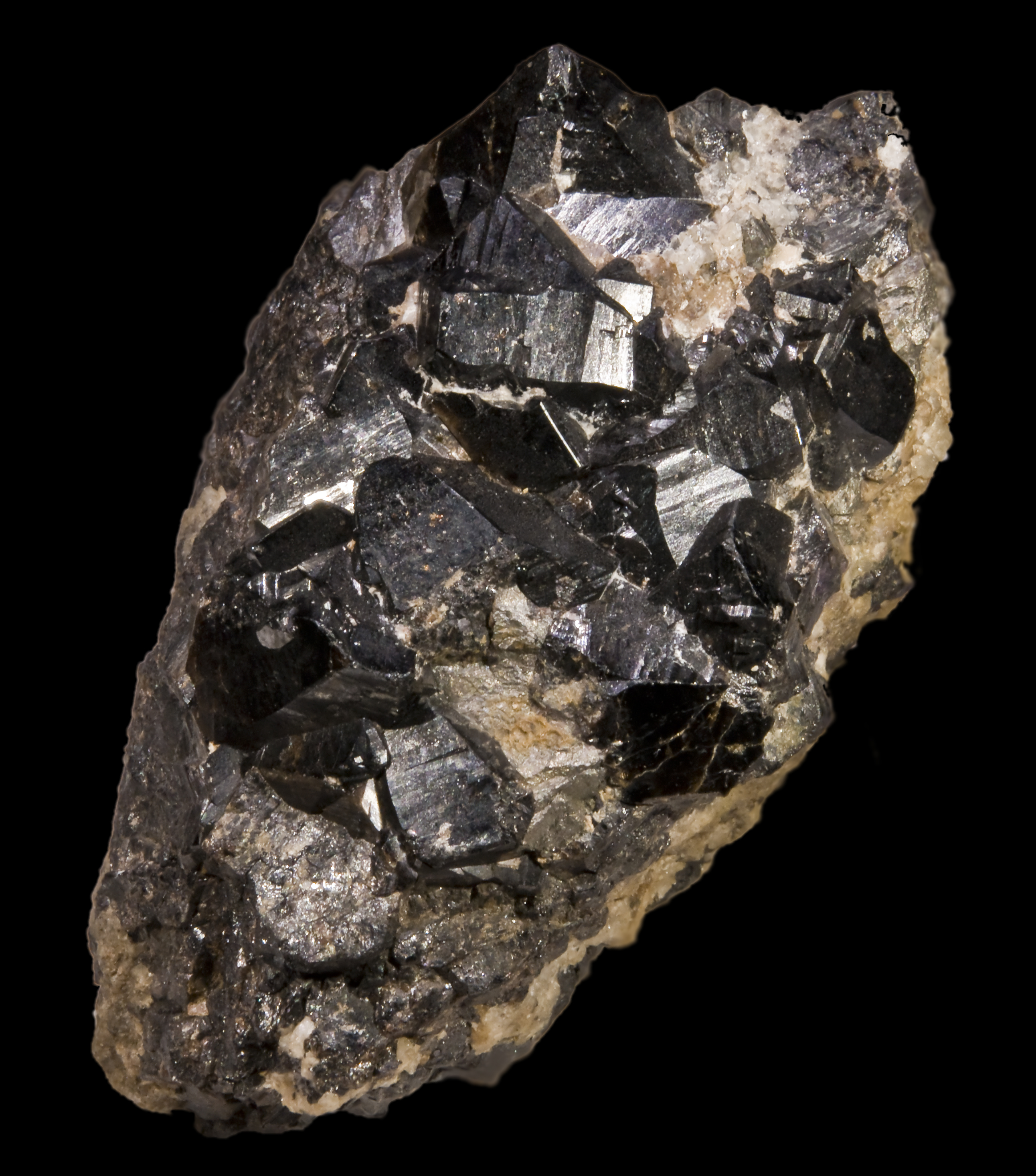
Cassitérite - Horní Slavkov, Tchéquie (7,4×4,5 cm)
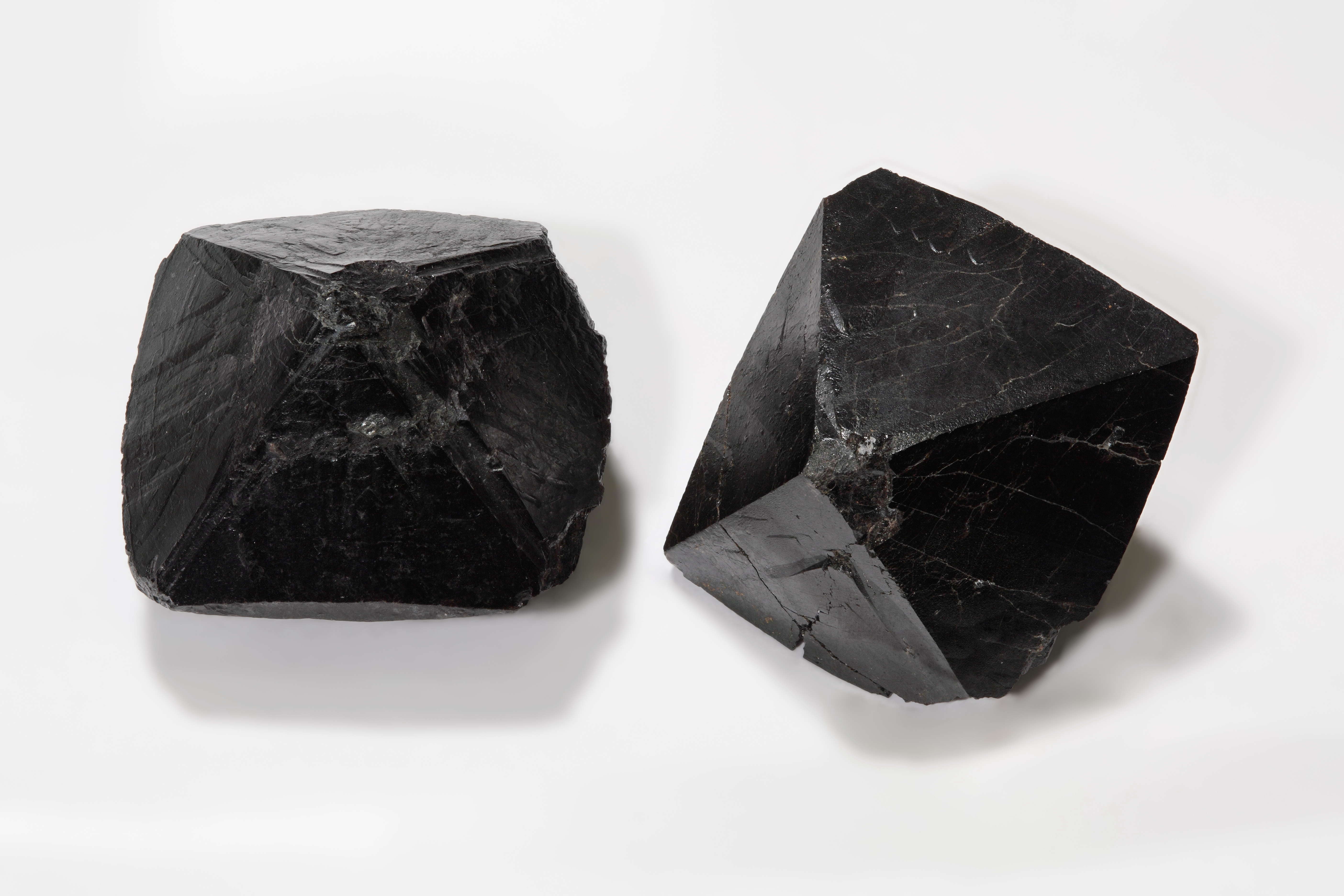
Bipyramides de cassitérite, taille des arêtes : 30 mm

## Histoire
Dans l'Antiquité, vers l'an −4000, les forgerons savaient qu'en chauffant la malachite, ils obtenaient, par réduction, du cuivre de couleur rouge, chalcolithique, alors qu'un mélange chauffé de malachite et de cassitérite conduisait à des bronzes, de couleur brune (voir âge du bronze).
Il ne faut pas oublier que l'étain était dans l'Antiquité considéré comme un métal précieux, avec l'or, l'argent, les bronzes. En réalité, il valorisait le cuivre et dans une moindre mesure le plomb. La présence de cassitérite en Bretagne antique (île de Grande-Bretagne actuelle) est une des raisons de l'extension nordique de la conquête romaine, d'abord par César pour faire admettre un tribut et une liberté de commerce, puis définitivement sous Claude. Hadrien installe le grand limes bien au nord entre 120 et 125, de façon à protéger les terres belges pacifiées du Sud, populeuses et riches en cassitérite parmi d'autres ressources minières.
Il existe un grand nombre de sites d'exploitations de cuivre et/ou plus rarement d'étain des peuplades celtes au voisinage de leurs anciennes capitales, par exemple près d'Autun, à moins qu'ils n'utilisent l'étain transporté sur leurs voies marchandes d'eau ou de pierre, comme dans le Lauragais.